# Municipio de Grace (Dakota del Norte)
El municipio de Grace (en inglés: Grace Township) es un municipio ubicado en el condado de Grand Forks en el estado estadounidense de Dakota del Norte. En el año 2010 tenía una población de 81 habitantes y una densidad poblacional de 0,86 personas por km².

## Geografía
El municipio de Grace se encuentra ubicado en las coordenadas 47°48′7″N 97°41′18″O / 47.80194, -97.68833. Según la Oficina del Censo de los Estados Unidos, el municipio tiene una superficie total de 94.27 km², de la cual 94,22 km² corresponden a tierra firme y (0,05 %) 0,04 km² es agua.

## Demografía
Según el censo de 2010, había 81 personas residiendo en el municipio de Grace. La densidad de población era de 0,86 hab./km². De los 81 habitantes, el municipio de Grace estaba compuesto por el 100 % blancos. Del total de la población el 0 % eran hispanos o latinos de cualquier raza.